# 2013년 솔로몬 제도 지진
2013년 솔로몬 제도 지진은 2013년 2월 6일에 솔로몬 제도 근해에서 발생한 지진이다.

## 개요
2013년 2월 6일 현지 시간 오후 12시 12분 (한국 시간 오전 10시 12분)에 발생하였다. 진원은 솔로몬 제도 동부의 산타크루즈 제도 앞바다로, 진원의 깊이는 28.7km, 규모 8.0의 거대 지진이었다.